# Wojciech Drewniak (żołnierz)
Wojciech Drewniak (ur. 16 kwietnia 1922 w Wadowicach, zm. 14 maja 2016 w Sokółce) – żołnierz Wojska Polskiego, więzień niemieckich obozów koncentracyjnych oraz polskich służb bezpieczeństwa, działacz kombatancki.

## Życiorys
W latach 1922–1936 mieszkał w Wadowicach, gdzie uczęszczał do Państwowego Gimnazjum Męskiego im. Marcina Wadowity. W 1936 roku przeniósł się do Nowego Sącza. 
Walczył w kampanii wrześniowej 1939 roku, podczas której został wzięty do niewoli przez Armię Czerwoną. Zwolniony, powrócił do Nowego Sącza, gdzie włączył się w działalność polskiego ruchu oporu, zostając przewodnikiem osób, które chciały się przedostać do Francji, by wstąpić w szeregi Wojska Polskiego (trasa Stary Sącz – Bardejów – Koszyce). W marcu 1940 roku został aresztowany przez Gestapo i przewieziony do więzień w Nowym Sączu a następnie w Tarnowie, skąd w pierwszym transporcie więźniów politycznych trafił do obozu Auschwitz-Birkenau (numer więzienny 415). W obozie przebywał do listopada 1944 roku, pracując m.in. w obozowej stolarni oraz zakładach Deutsche Ausrüstungswerke. Z Oświęcimia przewieziony został do obozu Groß-Rosen, gdzie doczekał uwolnienia w maju 1945 roku.
Po zakończeniu działań wojennych na krótko powrócił do Nowego Sącza, by następnie przedostać się do niemieckiego Murnau am Staffelsee, gdzie wstąpił w szeregi 2 Korpusu Polskiego. Tu, będąc w stopniu podporucznika został przydzielony do II Oddziału Korpusu z zadaniem organizowania ewakuacji z Polski osób zagrożonych represjami komunistycznymi. Udało mu się zorganizować dwa transporty: pierwszy we współpracy z Francuską Misją Repatriacyjną z Katowic (240 osób) oraz kolejny dla 60 osób. Podczas organizacji drugiego przerzutu doszło od aresztowania współdziałającego z Wojciechem Drewniakiem Edwarda Cieśli. Drewniak został ponownie oddelegowany do Polski, celem m.in. wyjaśnienia okoliczności aresztowania Cieśli. Wówczas to, w marcu 1946 roku został aresztowany w Kielcach i przewieziony do Warszawy. W dniu 17 marca 1947 roku tamtejszy Wojskowy Sąd Rejonowy skazał go na karę śmierci, zamienioną na 10 lat więzienia (karę obniżono do 5 lat w wyniku amnestii). Karę odbył w więzieniach w Warszawie oraz Wronkach. Na wolność wyszedł w 1952 roku.
Po odbyciu kary pracował w przemyśle drzewnym, m.in. w zakładach w Warszawie, Płocku, Wołominie, Augustowie i Mieroszowie. Ukończył studia w Akademii Rolniczej w Poznaniu, uzyskując tytuł inżyniera. Po ukończeniu studiów podjął pracę w Biurze Studiów i Projektów Zjednoczenia Stolarki Budowlanej w Warszawie, skąd przeniesiony został do Zakładów Stolarki Budowlanej "Stolbud" w Sokółce, będąc pierwszym dyrektorem powstałego w 1972 roku przedsiębiorstwa. Tam doczekał przejścia na emeryturę w 1981 roku.

Po przejściu na emeryturę działał w organizacjach kombatanckich. Był członkiem Zarządu Głównego Towarzystwa Opieki nad Oświęcimiem, wiceprzewodniczącym zarządu Wojewódzkiego Związku Inwalidów Wojennych Rzeczypospolitej Polskiej w Białymstoku oraz prezesem Oddziału ZIW RP w Sokółce, a także członkiem Związku Kombatantów RP i Byłych Więźniów Politycznych.
W dniu 15 listopada 1990 roku w wyniku rewizji nadzwyczajnej wniesionej przez Ministra Obrony Narodowej, Sąd Najwyższy w Warszawie uniewinnił go od czynów, za które został skazany w okresie PRL.
Za swą działalność został odznaczony Krzyżem Komandorskim Orderu Odrodzenia Polski (2000), Orderem Św. Stanisława (2008) oraz uhonorowany tytułem Honorowego Obywatela Sokółki. W 2001 roku został awansowany na stopień majora w stanie spoczynku.